# Municipio de Griffins (condado de Martin)
El municipio de Griffins (en inglés: Griffins Township) es un municipio ubicado en el  condado de Martin en el estado estadounidense de Carolina del Norte. En el año 2010 tenía una población de 1.262 habitantes.

## Geografía
El municipio de Griffins se encuentra ubicado en las coordenadas 35°43′37.58″N 76°58′19.83″O / 35.7271056, -76.9721750.